# Vaterpolo na OI 2016.
Natjecanja u vaterpolu na OI 2016. u Rio de Janeiru održana su od 6. do 20. kolovoza.
Podijelila su se dva kompleta odličja, za muški i ženski vaterpolski turnir. 
Na muškom turniru sudjelovalo 12 momčadi, a na ženskom 8 djevojčadi. SAD je obranio naslov u ženskoj konkurenciji, a u muškoj je prvim zlatom u povijesti apsolutnu nadmoć u olimpijskom ciklusu okrunila Srbija.

## Muškarci

### Izlučni kriterij
| Muški vaterpolo                      | Nadnevak                       | Domaćin    | Broj mjesta | Izborili sudjelovanje                    |
| ------------------------------------ | ------------------------------ | ---------- | ----------- | ---------------------------------------- |
| Domaćin                              | 2. listopada 2009.             | Copenhagen | 1           | Brazil                                   |
| Svjetska liga u vaterpolu 2015.      | 23. – 28. lipnja 2015.         | Bergamo    | 1           | Srbija                                   |
| Panameričke igre 2015.               | 7. – 15. srpnja 2015.          | Toronto    | 1           | SAD                                      |
| Svjetsko prvenstvo u vaterpolu 2015. | 27. srpnja – 8. kolovoza 2015. | Kazanj     | 2           | Hrvatska, Grčka                          |
| predstavnik Oceanije                 | 19. listopada 2015.            | Perth      | 1           | Australija                               |
| Azijsko prvenstvo 2015.              | 16. – 20. prosinca 2015.       | Foshan     | 1           | Japan                                    |
| Europsko prvenstvo 2016.             | 10. – 23. siječnja 2016.       | Beograd    | 1           | Crna Gora                                |
| olimpijski izlučni turnir            | 3. – 10. travnja 2016.         | Trst       | 4           | Mađarska, Italija, Španjolska, Francuska |
| Ukupno                               |                                |            | 12          |                                          |

## Žene

### Izlučni kriterij
| Ženski vaterpolo          | Nadnevak                 | Domaćin    | Broj mjesta | Izborili sudjelovanje            |
| ------------------------- | ------------------------ | ---------- | ----------- | -------------------------------- |
| Domaćin                   | 2. listopada 2009.       | Kopenhagen | 1           | Brazil                           |
| predstavnik Oceanije      | 19. listopada 2015.      | Perth      | 1           | Australija                       |
| Azijsko prvenstvo 2015.   | 16. – 17. prosinca 2015. | Foshan     | 1           | Kina                             |
| Europsko prvenstvo 2016.  | 10. – 22. siječnja 2016. | Beograd    | 1           | Mađarska                         |
| olimpijski izlučni turnir | 21. – 28. ožujka 2016.   | Gouda      | 4           | SAD, Italija, Rusija, Španjolska |
| Ukupno                    |                          |            | 8           |                                  |